# Ubbo Emmiussingel 77 (Groningen)

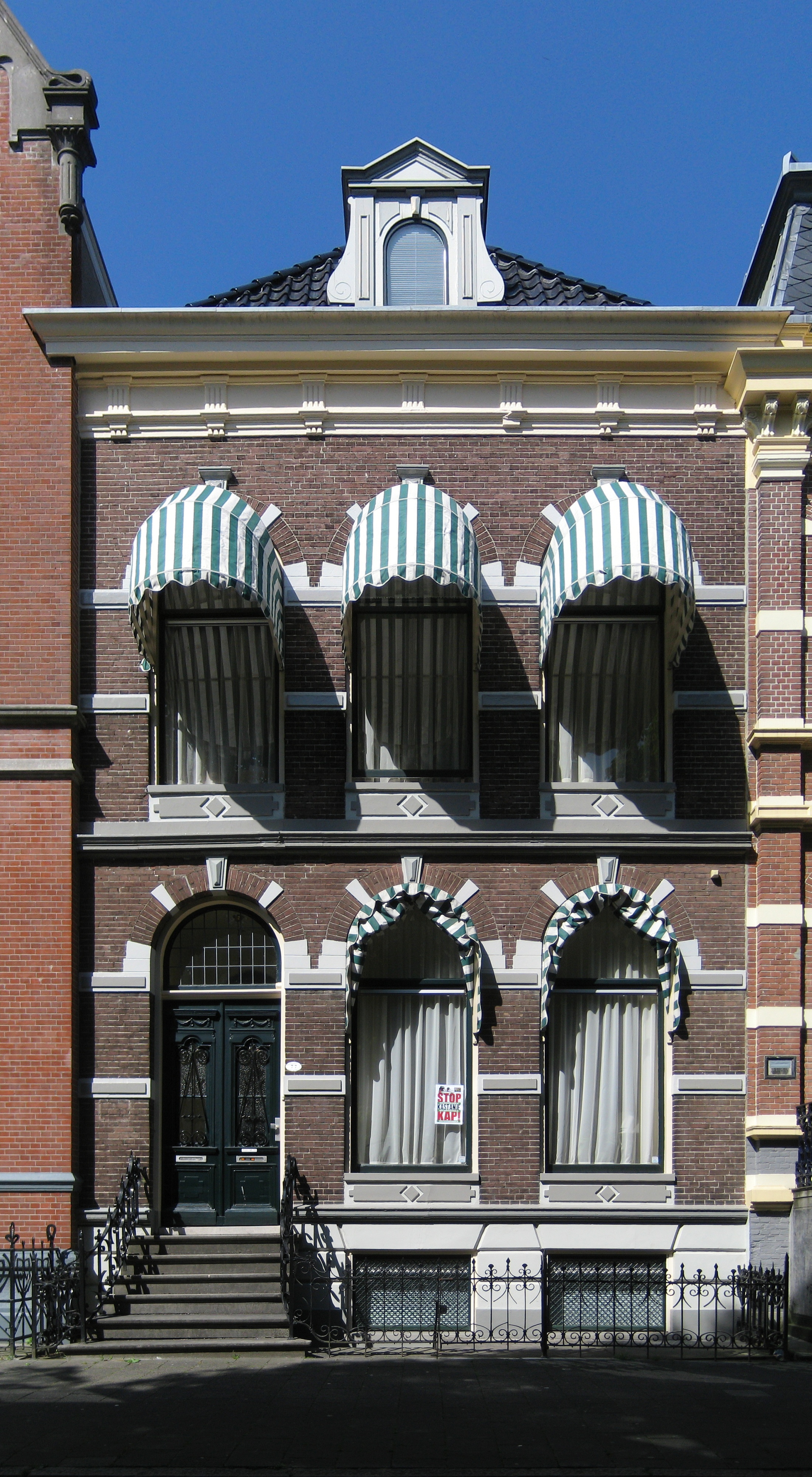
Ubbo Emmiussingel 77 in 2011

Het pand Ubbo Emmiussingel 77 in Groningen is een herenhuis in eclectische stijl, dat is aangewezen als gemeentelijk monument.

## Beschrijving
Het herenhuis, dat aan het westelijke uiteinde van de noordzijde van de Ubbo Emmiussingel staat, werd gebouwd rond 1895. Onbekend is wie het heeft ontworpen. Het pand is gebouwd op een rechthoekig grondplan en bestaat uit een souterrain met twee bouwlagen onder een schilddak. De drie traveeën brede voorgevel is gebouwd in roodbruine baksteen en gedecoreerd met uit kunststeen vervaardigde dorpelbanden. Tussen de twee bouwlagen is een gestucte cordonlijst aangebracht. De gevelopeningen, die zijn vormgegeven in de rondbogenstijl die aan het eind van de 19e eeuw in zwang was, zijn voorzien van sluitstenen en negblokken. De gebeeldhouwde dubbelbrede voordeur, waarop smeedijzerwerk is aangebracht, is toegankelijk via een hardstenen trap van zes treden. Het souterrain bevindt zich rechts van de trap en is gepleisterd op een wijze die gebruik van steenblokken suggereert. De voorgevel wordt aan de bovenzijde gesloten door een kroonlijst, die is versierd met trigliefen en metopen. Daarboven bevindt zich een geprofileerde bakgoot. Tegen het voordakschild is een kajuit geplaatst, die wordt bekroond door een timpaan en waarin een dubbel rondboogvenster is aangebracht.
Het pand is aangewezen als gemeentelijk monument vanwege "de esthetische kwaliteit van de gevelcompositie en zijn uitzonderlijke betekenis voor de cultuur- en architectuurgeschiedenis" en omdat het wordt beschouwd als "een belangrijk architectonisch element in de stedebouwkundig hoogwaardige structuur van de zuidelijke singelreeks".